# Aleksandr Czerniajew
Aleksandr Siergiejewicz Czerniajew, ros. Александр Сергеевич Черняев (ur. 26 sierpnia 1969 w Archangielsku) – rosyjski szachista, arcymistrz od 2004 roku.

## Kariera szachowa
W turniejach międzynarodowych zaczął uczestniczyć po rozpadzie Związku Radzieckiego, na liście rankingowej FIDE debiutując w 1992, z wysokim wynikiem 2415 punktów. W 1995 podzielił II m. w otwartych turniejach w Petersburgu (memoriał Michaiła Czigorina, za Władimirem Burmakinem, wspólnie m.in. z Aleksiejem Bezgodowem) i Moskwie (za Wołodymyrem Małaniukiem, wspólnie m.in. z Olegiem Korniejewem i Nuchimem Raszkowskim), natomiast w 1997 podzielił II m. (za Jorgem Gonzálezem Rodríguezem, wspólnie m.in. z Constantinem Ionescu i Amadorem Rodríguezem Céspedesem) w Manresie. W 1999 wypełnił w Biel pierwszą normę na tytuł arcymistrza; pozostałe dwie zdobył w latach 2002 (w Genewie) oraz 2004 (podczas drużynowych mistrzostw Anglii).
Do innych jego sukcesów należą:
- III m. w Dianalundzie (2000, za Normundsem Miezisem i Igorsem Rausisem)
- dz. I m. w Scuol (2001, międzynarodowe mistrzostwa Szwajcarii, wspólnie m.in. z Michaiłem Gołubiewem)
- dz. II m. w Port Erin (2001, za Michaiłem Ułybinem, wspólnie m.in. z Jewgienijem Glejzerowem, Michaiłem Brodskim i Siergiejem Tiwiakowem)
- I m. w Saint-Jean (2002)
- II m. w Hastings (2002/03, turniej Hastings Challengers, za Danielem Gormallym)
- dz. I m. w Davos (2004, wspólnie z Matthew Turnerem i Ádámem Horváthem)
- II m. w Saas-Almagell (2005, międzynarodowe mistrzostwa Szwajcarii, za Josephem Gallagherem)
- I m. w Coulsdon (2007)
- I m. w Genewie (2007)
- II m. w Londynie (2009, memoriał Howarda Stauntona, za Janem Timmanem, przed Wiktorem Korcznojem)
- dz. I m. w Londynie (2009, turniej Big Slick, wspólnie z Keithem Arkellem).

Najwyższy wynik rankingowy w karierze osiągnął 1 lipca 2002; mając 2509 punktów, dzielił wówczas 100-101. miejsce wśród szachistów rosyjskich.